# Condução de vozes
A condução de vozes é uma técnica de composição polifônica na qual diferentes partes interagem entre si para criar harmonias, tipicamente conforme os princípios da prática comum de harmonia e contraponto.
O jazz também tem condução de vozes, embora com convenções mais relaxadas do que na prática comum. Na música popular, a condução de vozes é construída com acordes como blocos de informação, com melodias a eles sobrepostas.